# Grand Chute
Grand Chute è un comune degli Stati Uniti, situato in Wisconsin, nella contea di Outagamie. È nota per essere la città natale del  senatore Joseph McCarthy